# Camp de concentration d'Omarska
Le camp de concentration d'Omarska, ville minière proche de Prijedor dans le Nord de la Bosnie-Herzégovine, était un camp de concentration dirigé par les forces serbes de Bosnie où la population bosniaque et croate des environs de Prijedor était enfermée et atrocement torturée en 1992, pendant la guerre de Bosnie-Herzégovine,,. L'existence du camp est révélée à l'opinion publique internationale le 6 août 1992 par les images prises par une équipe de journalistes britanniques (Ed Vulliamy du journal The Guardian, Ian Williams et Penny Marshall de la chaîne TV ITN) accompagnés du cadreur Jeremy Irvin. Le reportage est diffusé le soir même sur Channel Four et ITN.

## Administration
Les Serbes ont institué trois catégories de suspects : 1/ les personnes ayant directement participé et organisé la rébellion armée 2/ les personnes soupçonnées d'avoir organisé, armé et financé la résistance 3/ les personnes ne présentant aucun intérêt en matière de sécurité. Selon un rapport serbe ont été détenus à Omarska 3 334 détenus.
Le camp est administré par le personnel du commissariat de police d'Omarska. Son commandant est Željko Mejakič. Les gardiens sont répartis en trois groupes de trente hommes chacun.

## Conditions de vie
La majorité des détenus résident dans un hangar. L'intimidation, la torture, l'extorsion et la violence physique sont choses courantes. Les conditions sanitaires sont très mauvaises. Un seul repas par jour est fourni, aucune assistance médicale n'est assurée. Les femmes font l'objet d'intimidation et de violences sexuelles. Dans le bâtiment dédié aux interrogatoires, un témoin rapporte « le sol est [...] recouvert de taches de sang. Sur le radiateur, il y a des cheveux, de la cervelle, des fragments de crâne [...] les membres sont sectionnés au niveau des coudes et des chevilles, et la gorge est pratiquement tranchée en deux ».
Le journaliste britannique Ed Vulliamy a déclaré que lors de sa visite au camp, les détenus buvaient de l'eau d'une rivière polluée par des déchets industriels et beaucoup souffraient de constipation ou de dysenterie. Aucune plainte pénale n'a jamais été déposée contre les personnes détenues dans le camp d'Omarska, et les détenus n'ont pas non plus été informés des charges concrètes portées contre eux. Apparemment, il n'y avait aucune raison légitime justifiant la détention de ces personnes.

## Bilan des morts
Dans le cadre des opérations de nettoyage ethnique, les camps d'Omarska, Keraterm, Manjača et Trnopolje ont aidé le Comité de crise du district serbe de Prijedor à réduire la population non serbe de Prijedor de plus de 50 000 en 1992 à un peu plus de 3 000 en 1995, et encore moins par la suite.
Il est difficile de faire des calculs précis sur le nombre de morts dans ces camps. Le journaliste de Newsweek, Roy Gutman, a affirmé que des fonctionnaires du département d'État américain, ainsi que des représentants d'autres gouvernements occidentaux, lui avaient dit que 4 000 à 5 000 personnes, dont la grande majorité n'étaient pas des Serbes, avaient péri à Omarska.
Selon les enquêteurs américains, sur les 13 000 qui y ont été internées, 5 000 personnes auraient été tuées, souvent dans des conditions atroces (bastonnades avec des barres de fer recouvertes de barbelés, émasculation par arrachement des testicules au moyen d'un pare-chocs de voiture).

## Justice

### Tribunal pénal international pour l’ex-Yougoslavie
- Les commandants du camp, Miroslav Kvočka, Dragoljub Prcač, Milojica Kos, Mlađo Radić, et Zoran Žigić, ont tous été reconnus coupables de crimes contre l'humanité. Kvočka, Prcač, Kos et Radić ont été condamnés respectivement à cinq, six, sept et 20 ans ; Žigić a reçu la plus longue période de 25 ans[10].

### Court of Bosnia and Herzegovina, Section I for War Crimes
- Željko Mejakić est reconnu coupable de crimes contre l'humanité (séquestration, torture, agressions sexuelles, persécution). Il est condamné le 30 mai 2008 par le tribunal spécial de Sarajevo à 21 ans de prison[11].
- Momćilo Gruban est reconnu coupable de crimes contre l'humanité (séquestration, torture, agressions sexuelles, persécution). Il est condamné le 30 mai 2008 par le tribunal spécial de Sarajevo à 11 ans de prison[11].
- Duško Kneževič est reconnu coupable de crimes contre l'humanité (séquestration, torture, agressions sexuelles, persécution). Il est condamné le 30 mai 2008 par le tribunal spécial de Sarajevo à 31 ans de prison[11].

Ils sont tous trois reconnus avoir fait partie d'une entreprise criminelle commune.